# Jacques Gantié
Jacques Gantié est un critique gastronomique, auteur et éditorialiste. Il publie le Guide Gantié.
Il a notamment travaillé pour le journal Nice-Matin.

## Publications
Il a écrit plusieurs ouvrages tels que :
- « Saveurs des terroirs de Provence »
- « Nice la Belle »
- « Guide de la Provence authentique »
- « Tout Miel, 70 recettes aux miels de Provence »
- « La Cuisine du Mas du Langoustier »
- « Saint-Paul de Vence, village inspiré »